# Nothofagus codonandra
Nothofagus codonandra (Baill.) Steenis – gatunek rośliny z rodziny bukanowatych (Nothofagaceae). Występuje naturalnie w południowej części Nowej Kaledonii. 

## Morfologia
PokrójZimozielone drzewo dorastające do 25–35 m wysokości.
LiścieBlaszka liściowa jest skórzasta i ma eliptyczny kształt. Mierzy 7–12,5 cm długości oraz 3–6 cm szerokości, ma nasadę zbiegającą po ogonku i tępy lub wcięty wierzchołek. Ogonek liściowy jest nagi i ma 2 cm długości.
KwiatySą jednopłciowe, mają zielonkawą barwę, dorastają do 5–6 mm średnicy. Kwiaty męskie są zebrane po 3 w kwiatostany.
OwoceOrzechy osadzone w kupulach. Kupule powstają ze zrośnięcia dwóch liści przykwiatowych.

## Biologia i ekologia
Rośnie w lasach zrzucających liście. Występuje na wysokości do 1000 m n.p.m.